# Iberodorcadion lusitanicum evorense
Iberodorcadion lusitanicum evorense é uma subespécie de insetos coleópteros polífagos pertencente à família Cerambycidae.
A autoridade científica da subespécie é Breuning, tendo sido descrita no ano de 1943.
Trata-se de uma subespécie presente no território português.